# Relu Fenechiu
Relu Fenechiu (ur. 3 lipca 1965 w Dărmănești) – rumuński polityk i przedsiębiorca, deputowany, w latach 2012–2013 minister transportu.

## Życiorys
W 1990 ukończył technologię budowy maszyn na wydziale mechanicznym Uniwersytetu Technicznego „Gheorghe Asachi” w Jassach. W 2007 uzyskał magisterium z marketingu na prywatnej uczelni Universitatea Româno-Americană. Kształcił się też w zakresie ekonomii i zarządzania środowiskiem oraz na studiach doktoranckich z zarządzania. Zajął się prowadzeniem własnej działalności gospodarczej, w 1990 został dyrektorem generalnym przedsiębiorstwa Fene Grup.
Wstąpił do Partii Narodowo-Liberalnej, był przewodniczącym PNL w okręgu Jassy i wiceprzewodniczącym ugrupowania. W latach 2000–2004 pełnił funkcję radnego okręgu Jassy. W 2004 po raz pierwszy uzyskał mandat posła do Izby Deputowanych, z powodzeniem ubiegał się o reelekcję w wyborach w 2008 i 2012. Reprezentował krajowy parlament w Zgromadzeniu Parlamentarnym Rady Europy. W grudniu 2012 powołany na ministra transportu w drugim rządzie Victora Ponty. Zakończył urzędowanie w lipcu 2013.
Został skazany w dwóch postępowaniach karnych dotyczących korupcji i prania brudnych pieniędzy, orzeczono później karę łączną 5 lat i 6 miesięcy pozbawienia wolności. Został osadzony w styczniu 2014, utracił w tymże roku mandat poselski, a także zrezygnował z członkostwa w PNL. W sierpniu 2017 uzyskał warunkowe przedterminowe zwolnienie.